# アーメス

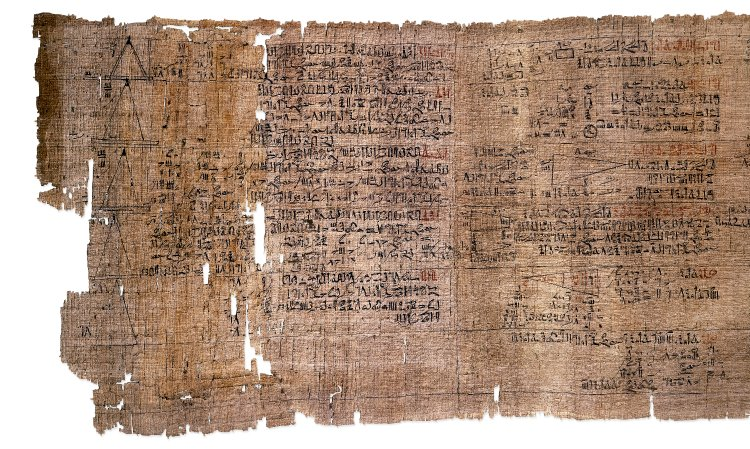
アーメス・パピルス

アーメス（英語:Ahmes、生没年不詳）は、エジプト第2中間期の第12王朝、アメンエムハト3世の時代に活躍した古代エジプトの書記官。エジプト数学に関していち早く貢献したとされる。なお、本来の発音（本名）ではアフモセ（Ahmose）となる。
紀元前1650年前後にヒエラティックで書かれた数学文書『アーメス・パピルス（リンド数学パピルスとも）』を筆写した。